# Julio Kaplan
Julio Argentino Kaplan Pera (nascut a l'Argentina el 25 de juliol de 1950) és un jugador d'escacs porto-riqueny, que té el títol de Mestre Internacional, i va ser Campió del món juvenil, el 1967.

## Biografia i professió
Nascut a l'Argentina, on va aprendre a jugar als escacs, va emigrar amb la seva família primer el 1964 a Puerto Rico, i després als Estats Units el 1967; allà, entrà a la Universitat de Berkeley, on es va graduar el 1972. Va destacar en el món dels escacs entre la segona meitat dels anys 1960 i la primera meitat dels anys 1970. Més endavant es va anar allunyant de la pràctica del joc per dedicar-se a la seva professió de programador de computadores: és autor de diversos programes per a jugar escacs.
Durant els anys 1980 va dedicar-se especialment a la programació de software d'escacs per SciSys i Saitek, i posteriorment treballà per a Autodesk. A començaments dels anys 1990 va col·laborar en el programa d'escacs Socrates.

## Resultats destacats en competició
El 1967, després de guanyar el campionat nacional de Puerto Rico, Kaplan va guanyar, inesperadament, el Campionat del món d'escacs juvenil celebrat a Jerusalem, superant forts jugadors com Raymond Keene, Jan Timman, o Robert Hübner, i obtenint així el títol Mestre Internacional.
El 1968, va empatar als llocs 6è-9è a Màlaga. El 1969, fou quart al campionat mundial juvenil d'Estocolm, que va guanyar Anatoli Kàrpov. El 1969, va empatar al vuitè lloc a San Juan (el guanyador fou Borís Spasski). El 1970, guanyar la 6a edició de l'El Segundo Open, el VI Obert Internacional de Monterrey, i el II Campionat de la Califòrnia Central, disputat a Hayward. El 1971, va guanyar el 22è Obert Anual de Califòrnia, disputat a Fresno. El 1973, va ocupar el vuitè lloc a São Paulo (el campió fou Predrag Ostojić). El 1973, va empatar al 12è-14è lloc a Madrid (el campió fou Kàrpov). El 1974, va empatar al segon lloc amb Florin Gheorghiu, darrere de Svetozar Gligorić, a Los Angeles.

### Participació en competicions per equips
Kaplan va jugar, representant Puerto Rico, en quatre Olimpíades d'escacs:
- El 1966, com a segon suplent a la 17a Olimpíada a l'Havana (+6 -4 = 4).[7]
- El 1968, com a primer tauler a la 18a Olimpíada a Lugano (+1 -1 = 4).[7]
- El 1970, com a primer tauler a la 19a Olimpíada a Siegen (+5 -1 = 7).[7]
- El 1972, com a primer tauler a la 20a Olimpíada a Skopje (+7 -1 = 9).[7]

També va participar en tres Campionats del món d'estudiants, els anys 1966 i 1971 representant Puerto Rico, i el 1976 representant els Estats Units
- El 1966, com a tercer tauler a Örebro (+7 -1 = 3)[7] (medalla d'or)
- El 1971, com a primer tauler a Mayagüez (+4 -2 = 6)[7]
- El 1976, com a primer tauler a Caracas (+3 -0 = 5)[7] (medalla de plata)